# Rolf Toft
Rolf Glavind Toft (Hjørring, 4 agosto 1992) è un calciatore danese, attaccante del Nørresundby.

## Carriera
Comincia la sua carriera con l'Aalborg, squadra con cui ha fatto la trafila nelle giovanili, con la quale esordisce in massima serie. Nel 2014 passa alla squadra islandese dello Stjarnan.

## Palmarès

### Club
- Campionato danese: 1

Aalborg: 2013-2014
- Coppa di Danimarca: 1

Aalborg: 2013-2014
- Campionato islandese: 1

Stjarnan: 2014

### Presenze e reti nei club
Statistiche aggiornate al 4 ottobre 2014.
| Stagione        | Club            | Campionato      | Campionato | Campionato | Coppe nazionali | Coppe nazionali | Coppe nazionali | Coppe continentali | Coppe continentali | Coppe continentali | Supercoppe | Supercoppe | Supercoppe | Totale | Totale |
| Stagione        | Club            | Comp            | Pres       | Reti       | Comp            | Pres            | Reti            | Comp               | Pres               | Reti               | Comp       | Pres       | Reti       | Pres   | Reti   |
| --------------- | --------------- | --------------- | ---------- | ---------- | --------------- | --------------- | --------------- | ------------------ | ------------------ | ------------------ | ---------- | ---------- | ---------- | ------ | ------ |
| 2011–2012       | Aalborg         | SL              | 7          | 0          | CD              | -               | -               | -                  | -                  | -                  | -          | -          | -          | 7      | 0      |
| 2012–2013       | Aalborg         | SL              | 9          | 1          | CD              | 1               | 0               | -                  | -                  | -                  | -          | -          | -          | 10     | 1      |
| 2013–2014       | Aalborg         | SL              | 4          | 0          | CD              | -               | -               | UEL                | 2                  | 0                  | -          | -          | -          | 6      | 0      |
| 2013–2014       | Vejle           | 1.D             | 6          | 0          | CD              | 1               | 0               | -                  | -                  | -                  | -          | -          | -          | 7      | 0      |
| 2013–2014       | Aalborg         | SL              | 4          | 0          | CD              | -               | -               | -                  | -                  | -                  | -          | -          | -          | 4      | 0      |
| Totale Aalborg  | Totale Aalborg  | Totale Aalborg  | 22         | 1          |                 | 1               | 0               |                    | 2                  | 0                  |            | -          | -          | 25     | 1      |
| 2014            | Stjarnan        | Ú               | 11         | 6          | CI              | -               | -               | UEL                | 6                  | 2                  | -          | -          | -          | 17     | 8      |
| Totale carriera | Totale carriera | Totale carriera | 39         | 7          |                 | 2               | 0               |                    | 8                  | 2                  |            | -          | -          | 49     | 9      |